# نيكلاس دامس
نيكلاس دامس (بالألمانية: Niklas Dams)‏ (28 مايو 1990 بدوسلدورف في ألمانيا - ) هو لاعب كرة قدم ألماني في مركز الدفاع. لعب مع فيهين فيسبادن ونادي سيرفيت.

## روابط خارجية
- نيكلاس دامس على موقع قاعدة بيانات كرة القدم.إي يو (الإنجليزية)
- نيكلاس دامس على موقع بيانات كرة القدم. دي إي (الألمانية)
- نيكلاس دامس على موقع عالم كرة القدم.نت (الإنجليزية)
- نيكلاس دامس على موقع AS.com (الإسبانية)